# Liste der Monuments historiques in Kédange-sur-Canner
Die Liste der Monuments historiques in Kédange-sur-Canner führt die Monuments historiques in der französischen Gemeinde Kédange-sur-Canner auf.

## Liste der Objekte
| Bezeichnung                        | Beschreibung | Standort                                  | Kennzeichnung | Schutzstatus | Datum | Bild |
| ---------------------------------- | --- | ----------------------------------------- | ------------- | ------------ | ----- | ---- |
| Skulptur Christus in der Rast      | Holz, farbig gefasst, bezeichnet 1655; Original im Musée de la Tour aux Puces in Thionville aufbewahrt                              | Rue du Collège, in der Wegekapelle (Lage) | PM57000438    | Classé       | 1990  |      |
| Orgel                              | Ensemble aus PM57000733 und PM57000734                                                                                              | in der Kirche St-Rémi (Lage)              | PM57000732    | Inscrit      | 1995  |      |
| Orgelprospekt                      | 1717 von Christophe Moucherel für die Abteikirche Ste-Croix in Bouzonville gebaut; 1878 in Kédange aufgestellt                      | in der Kirche St-Rémi (Lage)              | PM57000734    | Inscrit      | 1996  |      |
| Instrumentalteil der Orgel         | 1717 von Christophe Moucherel für die Abteikirche Ste-Croix in Bouzonville gebaut; 1878 von Jean-Frédéric II. Verschneider umgebaut | in der Kirche St-Rémi (Lage)              | PM57000733    | Inscrit      | 1996  |      |
| Skulptur Sitzende Madonna mit Kind | Holz, farbig gefasst, 14. Jahrhundert                                                                                               | in der Kirche St-Rémi (Lage)              | PM57000105    | Classé       | 1984  |      |